# Ільясов Ремзі Ільясович
Ілья́сов Ремзі́ Ілья́сович (крим. İlyasov Remzi, нар. 12 квітня 1958, Фергана, Узбецька РСР, СРСР) — російський, кримськотатарський політик та економіст. Заступник голови Державної Ради окупаційної влади «Республіки Крим» з 2 травня 2014 року.
Депутат Верховної Ради АРК V та VI скликання (2005—2014) . Заступник голови Меджлісу кримськотатарського народу (2001–2013), секретар фракції «Курултай-Рух». Заслужений економіст України. Президент Кримської федерації контактних видів спорту.

## Життєпис
Народився в узбекському місті Фергана. Працював збирачем ящиків та розмелювачем цеху литої тари Ферганського масложиркомбінату, а також вантажником Ферганської міської автодормехбази.
У 1977 році вступив до Томського інженерно-будівельного інституту, який закінчив у 1983 році за фахом «Економіка та організація промисловості будівельних матеріалів». Після закінчення «вишу» обіймав посади економіста відділу територій та старшого економіста відділу капітального будівництва обласної планової комісії Томського облвиконкому.
У 1984 році повернувся у рідне місто, де працював інженером-економістом відділу промисловості, транспорту та зв'язку обласної планової комісії Ферганського облвиконкому, з 1985 по 1987 рік обіймав посаду начальника того ж відділу, після чого перейшов Ферганського облагропрому, де був призначений начальник відділу комунально-побутового обслуговування.
З 1988 по 1991 рік — начальник відділу промисловості, товарів народного споживання, транспорту та зв'язку Головного планово-економічного управління, потім обласної планової комісії Ферганського облвиконкому. У 1991 році — головний фахівець з маркетингу МП «Хашар» (Фергана).
У червні 1991 року переїжджає у Крим на постійне місце проживання.
З 1992 по 1995 рік він очолює виконком об'єднання підприємців Криму «Імдат». Журналісти та деякі активісти національного руху пов'язували Р. Ільясова з однойменним організованим злочинним етнічним угрупуванням «Імдат».
У 1995 році обіймає посаду начальник управління з облаштування кримських татар Республіканського комітету Автономної Республіки Крим у справах національностей і депортованих громадян. В цей період був удостоєний Почесної грамоти Ради міністрів Автономної Республіки Крим (1999).
З 2001 по 2006 рік — помічник-консультант народного депутата України на громадських засадах.
З 2006 року до 20 лютого 2013 року — голова Постійної комісії Верховної Ради Автономної Республіки Крим з питань міжнаціональних відносин і проблем депортованих громадян.
З 2007 по 2010 рік — секретар, а з 2010 — член Ради представників кримськотатарського народу при Президенті України.
У 2009 році удостоєний почесного звання «Заслужений економіст України».
Тричі обирався до складу Меджлісу кримськотатарського народу. З 2001 по 2013 рік — заступник голови Меджлісу кримськотатарського народу.
У жовтні 2013 року на виборах нового голови Меджлісу Ремзі Ільясов поступився Рефату Чубарову, набравши 114 голосів проти 126. Незважаючи на очікування, його не було призначено першим заступником Чубарова. У січні 2014 року Ільясов отримав посаду керівника відділу взаємодії з органами влади в Управлінні зовнішньоекономічних зв'язків, інвестицій та національної економіки Меджлісу.
Один з небагатьох кримськотатарських політиків, які підтримали окупацію Криму Росією у березні 2014 року та пішли на співробітництво з окупаційною адміністрацією. Увійшовши до першої п'ятірки списку «Єдиної Росії», обрався до т. зв. «Державної Ради Республіки Крим» у травні 2014 року, де посів місце «заступника голови Державної Ради Республіки Крим». За колабораціонізм Р. Ільясов був тимчасово виключений зі складу Меджлісу кримськотатарського народу у серпні 2014 року.
З 2 травня 2014 року — Заступник голови окупаційної влади Криму.
У грудні 2014 року створив та очолив міжрегіональний громадський рух кримськотатарського народу «Кирим», метою якого є взаємодія з владою т. зв. «Республіки Крим» та центральною владою Російської Федерації.

## Відзнаки та нагороди
- Заслужений економіст України (2009)[6]
- Почесна грамота Президії Верховної Ради Автономної Республіки Крим (2008)
- Почесна грамота Ради міністрів Автономної Республіки Крим (1999)